# Friedhofskapelle Geestemünde
Die Friedhofskapelle Geestemünde in Bremerhaven-Geestemünde, Ortsteil Bürgerpark,  Feldstraße 16, auf dem Geestemünder Friedhof, stammt von 1931. 
Das Gebäude steht unter bremischem Denkmalschutz.

## Geschichte

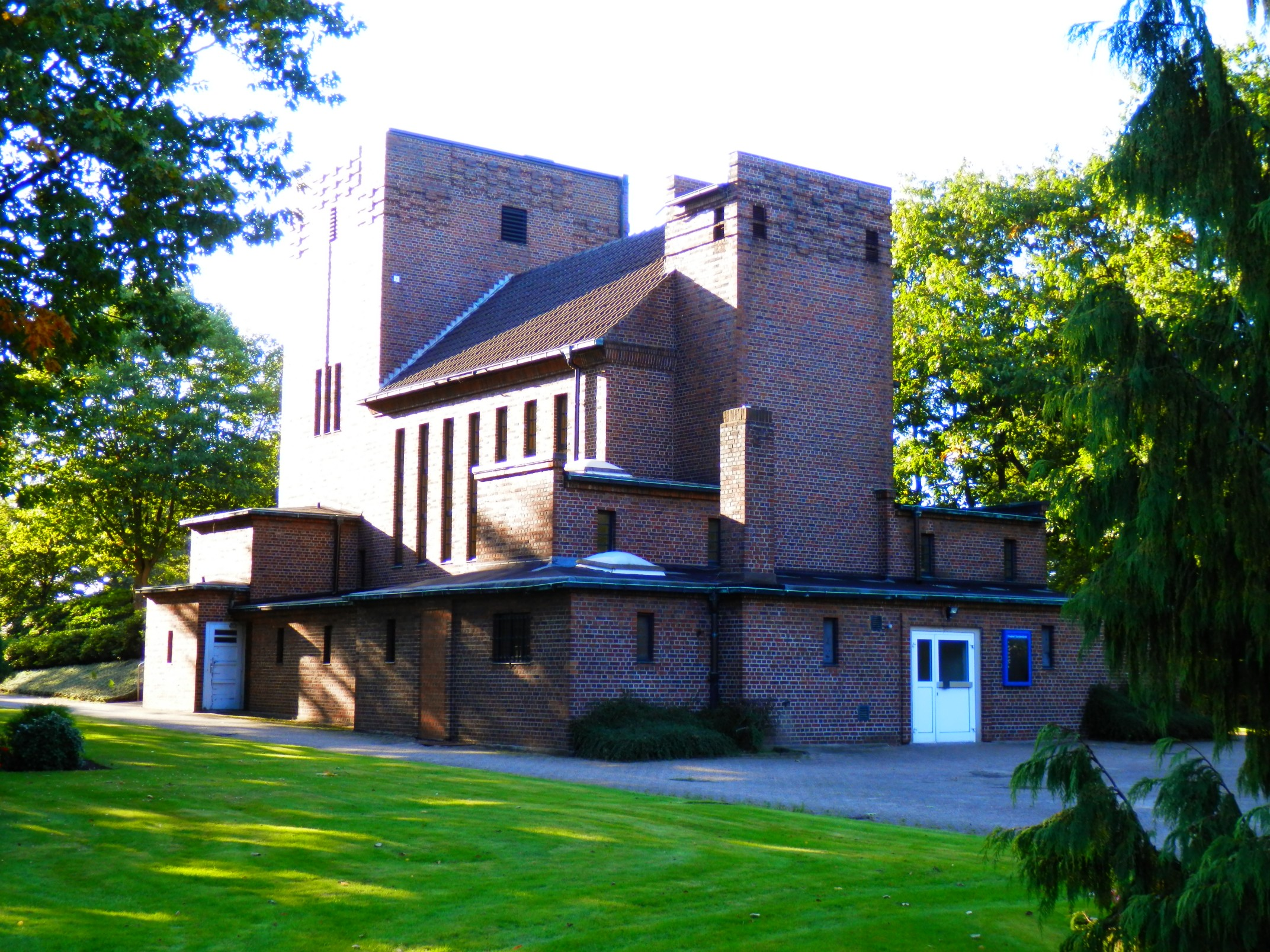
Südseite

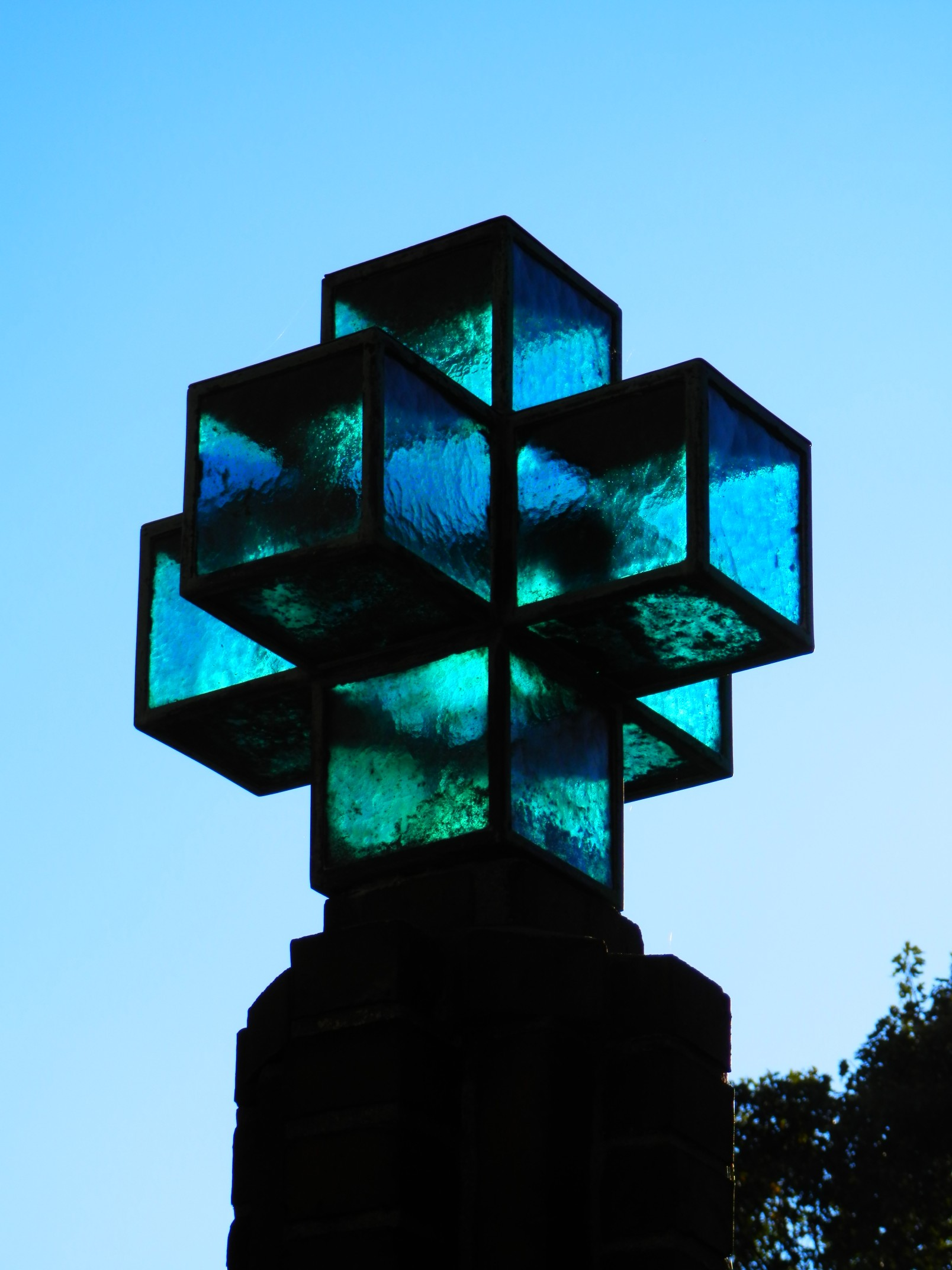
Lampenkörper aus blauem Glas

Der Geestemünder Friedhof wurde 1859 angelegt für die Geestendorfer Marienkirche. Eine Friedhofskapelle fehlte zunächst sehr lange. Eine Leichenhalle stand seit 1904 am Krankenhaus an der Hartwigstraße und wurde mit genutzt. 1969 erfolgte eine Erweiterung des Friedhofs zur Seilerstraße.
Das zweigeschossige verklinkerte kubische Gebäude mit dem zur Feldstraße quer gestellten, etwas monumentalen Turm mit dem Kreuz aus vergoldeten Binderköpfen, dem Kirchenschiff mit einem Satteldach und dem wieder kubischen Abschluss wurde 1930/31 nach Plänen von Wilhelm Allers fast im Stil des Backsteinexpressionismus für die evangelisch-lutherischen Kirchengemeinde Geestemünde gebaut. Der Standort wurde etwa 250 Meter von der Feldstraße zurückversetzt, dort wo anfänglich der Friedhof zuerst angelegt wurde. Es mussten deshalb viele Einzelgrabstellen verlegt oder entschädigt werden. Eine neu angelegte Heckenallee führt in dem streng formal gestalteten gärtnerischen Umfeld zu einem halbrunden Platz und zum Haupteingang.
Das Landesamt für Denkmalpflege Bremen befand: „Die Kapelle ist heute der zentrale Bezugspunkt auf dem Friedhof und wird in ihrer städtebaulichen Wirkung noch dadurch unterstützt, dass das Gelände zwischen der Feldstraße und dem Bauplatz leicht ansteigt.“
Trotz des differenzierten Grundrisses im Untergeschoss dominiert die strenge Gestaltung des Gebäudes den rechteckigen Trauerraum mit Empore und flacher Balkendecke. Auf der Empore befindet sich seit 2009 eine Orgel. Über den Flügeltüren des Eingangs steht die gemauerte Inschrift: „Jesus spricht: Ich lebe und ihr sollt auch leben“. Bemerkenswert sind am Eingang die beiden kreuzförmigen Lampenkörper aus blauem Glas auf zwei Stelen. Eine Totenglocke wurde 2005 aus Spendenmitteln beschafft.

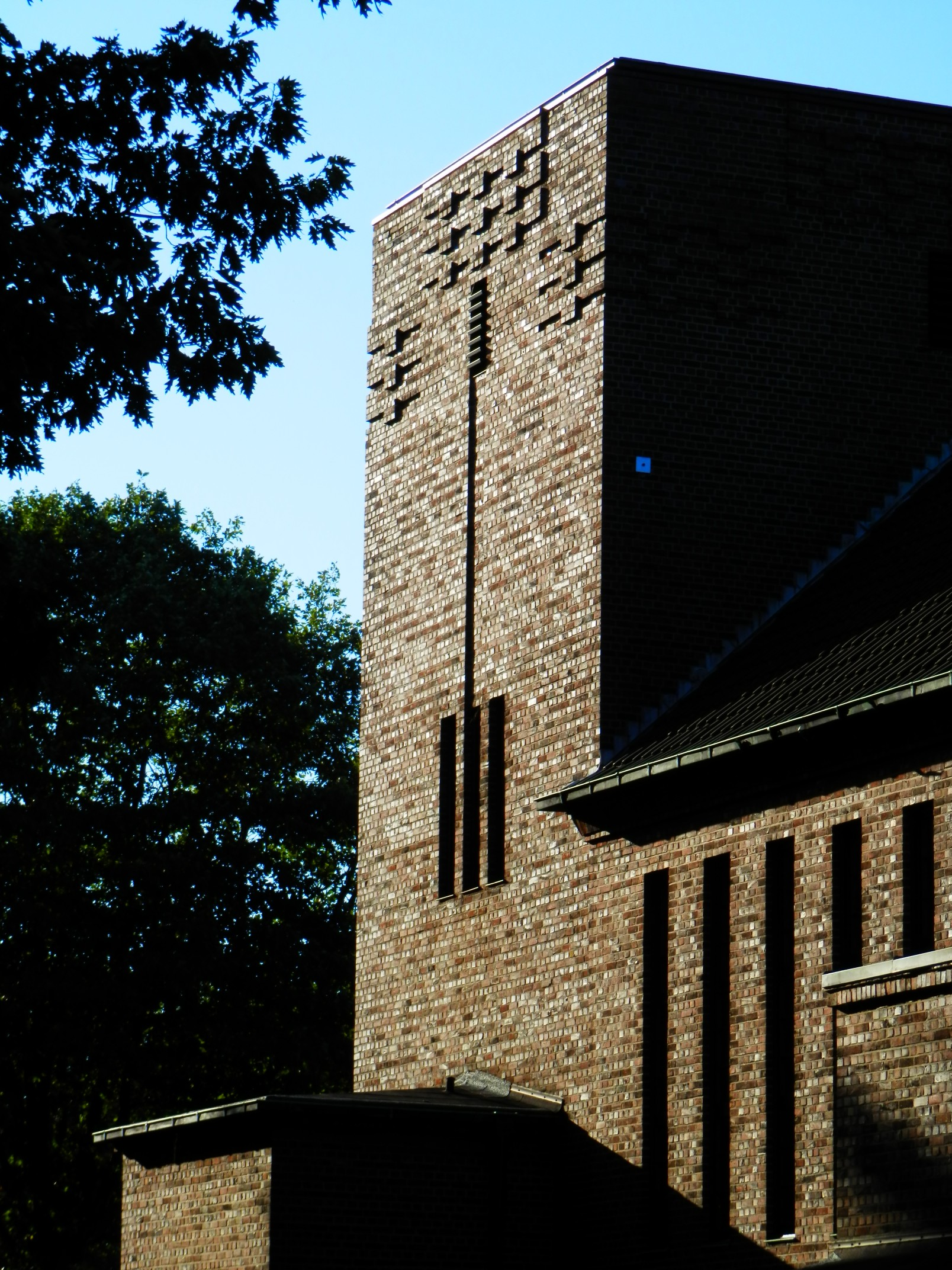
Klinkerornamente
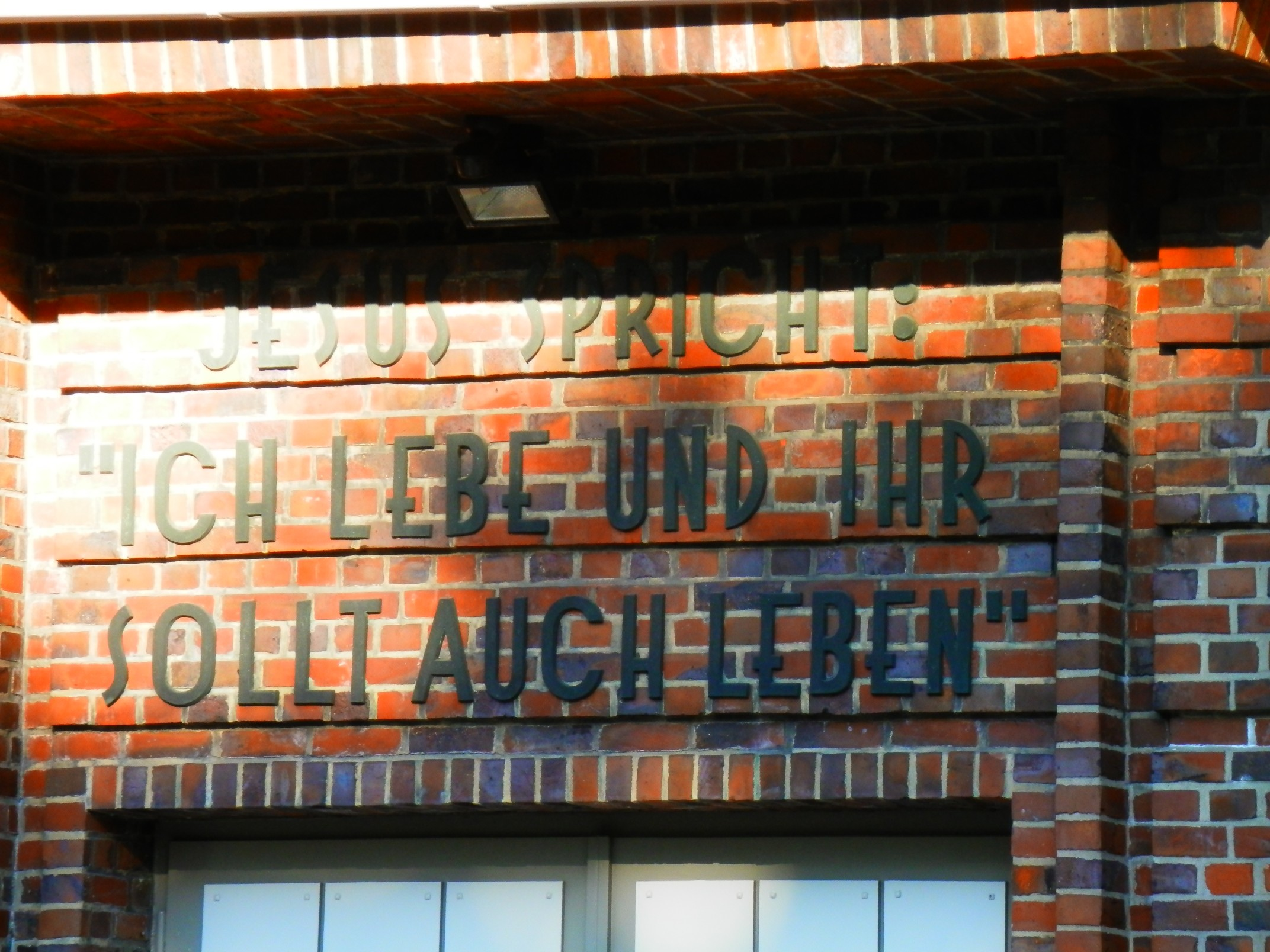
Worte über dem Eingang